# دسته‌ددان
دسته‌ددان (نام علمی: Cladotheria) نام یک هنگ از superlegion ترچنوثریا است.